# سليم أيدمير
سليم أيدمير (بالألمانية: Selim Aydemir؛ بالتركية: Selim Aydemir) هو لاعب كرة قدم ألماني وتركي في مركز الهجوم، ولد في 26 أكتوبر 1990 في كيل في ألمانيا. لعب مع آينتراخت براونشفايغ وكيمنتزر ونادي آلن ونادي هالشر.

## وصلات خارجية
- سليم أيدمير على موقع قاعدة بيانات كرة القدم.إي يو (الإنجليزية)
- سليم أيدمير على موقع بيانات كرة القدم. دي إي (الألمانية)
- سليم أيدمير على موقع Soccerway.com (الإنجليزية)
- سليم أيدمير على موقع عالم كرة القدم.نت (الإنجليزية)